# Rafał Łukaszewicz
Rafał Łukaszewicz (ur. 4 maja 1970, zm. 18 października 2004 w Islandii) – polski operator filmowy.
Współpracował z Jerzym Owsiakiem (Kręcioła, Przystanek Woodstock - Najgłośniejszy film polski, Z Dwójką dookoła świata), telewizją TVN (Dla Ciebie Wszystko, Moja Krew, Misja Martyna). Swoje materiały realizował w wielu egzotycznych krajach, m.in. w Nepalu, Ghanie, RPA, Argentynie, Meksyku, Laponii i Wietnamie.
Zginął tragicznie w wypadku samochodowym podczas zdjęć do programu telewizyjnego Misja Martyna realizowanych w Islandii.